# Pohronský Ruskov
Pohronský Ruskov (hongrois : Oroszka) est un village de Slovaquie situé dans la région de Nitra.

## Histoire
Première mention écrite du village en 1269.

## Démographie

### Évolution de la population
| Année:               | 1994. | 2004.   | 2014.   | 2024.   |
| -------------------- | ----- | ------- | ------- | ------- |
| Nombre de personnes: | 1384  | 1258    | 1286    | 1170    |
| Différence:          |       | -9,10 % | +2,22 % | -9,02 % |

| Année:               | 2023. | 2024.   |
| -------------------- | ----- | ------- |
| Nombre de personnes: | 1185  | 1170    |
| Différence:          |       | -1,26 % |